# ليو ماتوس
ليو ماتوس (بالبرتغالية: Leonardo de Matos Cruz) (2 أبريل 1986 في البرازيل - ) هو لاعب كرة قدم برازيلي في مركز الوسط. شارك مع منتخب البرازيل تحت 17 سنة لكرة القدم. أما مع النوادي، فقد لعب مع أولمبيك مارسيليا وتشورنومورتس أوديسا ونادي بارانا ونادي دنيبرو دنيبروبتروفسك ونادي فلامنغو ونادي فيغورينسي ونادي تومبينس ونادي فيلا نوفا.

## وصلات خارجية
- ليو ماتوس على موقع اتحاد أوكرانيا (الإنجليزية)
- ليو ماتوس على موقع قاعدة بيانات كرة القدم.إي يو (الإنجليزية)
- ليو ماتوس على موقع Soccerway.com (الإنجليزية)
- ليو ماتوس على موقع AS.com (الإسبانية)